# Strada europea E71
La E71 è una strada europea che collega Košice a Spalato. Come si evince dalla numerazione, si tratta di una strada intermedia con direzione nord-sud.

## Percorso
La E71 è definita con i seguenti capisaldi di itinerario: "Košice - Miskolc - Budapest - Balatonaliga - Nagykanizsa - Zagabria - Karlovac - Bihać - Tenin - Spalato".